# Chełmno Kolskie
Chełmno Kolskie – nieczynny wąskotorowy przystanek osobowy w Chełmnie, w gminie Dąbie, w powiecie kolskim w województwie wielkopolskim, w Polsce. Został wybudowany w 1914 roku przez okupacyjne wojska niemieckie.